# Metropolia La Serena
Metropolia La Serena – metropolia rzymskokatolicka w Chile utworzona 29 maja 1939 roku.

## Diecezje wchodzące w skład metropolii
- Archidiecezja La Serena
  - Diecezja Copiapó
  - Prałatura terytorialna Illapel

## Biskupi
- Metropolita: abp René Rebolledo (od 2013) (La Serena)
- Sufragan: bp Celestino Aós Braco OFM Cap. (od 2014) (Copiapó)
- Sufragan: sede vacante (od 2021) (Illapel)

## Główne świątynie metropolii
- Katedra Matki Boskiej Miłosiernej w La Serena
- Bazylika Matki Boskiej Różańcowej w Andacollo
- Katedra Matki Boskiej Różańcowej w Copiapó
- Katedra św. Rafała w Illapel